# Vírus da imunodeficiência símia
O vírus da imunodeficiência símia (SIV) é o equivalente símio do vírus da imunodeficiência humana (HIV).
Após a identificação da AIDS em humanos, infecções similares foram observadas em macacos rhesus asiáticos em centros primatas nos EUA, tornando-se conhecido como AIDS símia. A reatividade do soro desses animais com antígenos HIV-1 pelo Western blot, levou a identificação do lentivírus relatado, denominado como vírus da imunodeficiência símia. No entanto, esse vírus não é hospedeiro natural patogênico desses primatas, o qual sugere uma evolução adaptativa.
Tanto o vírus HIV-1 quanto o HIV-2 estão intimamente relacionados ao SIV, indicando uma relação entre a origem das infecções pelo HIV a eventos de transmissão entre espécies de primatas. O reservatório natural do HIV-2 foi identificado como sendo o do macaco verde africano “sooty mangabey” (Cercocebus atys). Já a origem do HIV-1 se deu entre exemplares da subespécie de chimpanzés, denominada Pan troglodytes troglodytes
O HIV1, HIV2 e SIV compreendem o subgênero “lentivírus primata”. Esses vírus são conhecidos por suas propriedades citolíticas e imunossupressoras. Sua organização genômica é similar, embora HIV1 e SIV de chimpanzés (SIVcpz) codifiquem um gene vpu, e HIV2 e SIV de macacos verdes (SIVsm) possuam um gene vpx